# Tossal dels Moros (Sarroca de Bellera)
El Tossal dels Moros és una muntanya de 1.682,1 m d'altitud del terme municipal de Sarroca de Bellera, en el Pallars Jussà, però dins de l'antic terme de Benés, que de fet pertany a l'Alta Ribagorça.
És l'extrem sud-occidental de la Serra de la Pala, al nord del poble de Vilancòs i al nord-oest del d'Avellanos.